# Lester Frank Ward
Lester F. Ward. (Joliet, Illinois, 18 de junio de 1841-Washington D. C., 18 de abril de 1913), fue un sociólogo, paleontólogo y botánico estadounidense. Fundador de la sociología norteamericana y primer presidente de la American Sociological Association.
La mitad de su vida transcurrida la dedicó al trabajo administrativo y comercial. Estudio botánica y geología en la otra mitad de su existencia. En 1906, después de introducir ampliamente en los Estados Unidos a Comte y a Spencer, a quienes considera sus maestros, es nombrado profesor de sociología en la universidad de Brown, cargo que desempeña hasta su muerte.
Este sociólogo mantiene una actitud globalizadora de la sociedad a través de una sociología total de los fenómenos sociales. Es decir, le intereso los grandes problemas sociales en cuanto afectan a la totalidad de la sociedad, a diferencia de la sociología norteamericana posterior, dedicada al estudio de los grupos sociales y problemas parciales, considerándolos como independientes de la estructura social. Ward, pertenece todavía a la corriente enciclopedista de la sociología. De esa manera, elabora una explicación completa de la sociedad.
En el progreso paulatino de la naturaleza, el orden de la cultura, es decir, el orden específicamente humano o "telesis", introduce un nuevo criterio. La energía sigue actuando ahí, a través de los impulsos naturales, pero éstos, mediante el mecanismo de la memoria, se convierten en deseos; y los deseos de los individuos son las "fuerzas sociales". Las fuerzas sociales son definidas por Ward como la "sinergia", o sea el cúmulo de energías opuestas que concluyen una sobre otra, y todas entre sí, para formar una organización social.
Los deseo o fuerzas sociales, se dividen a su vez en dos categorías: fuerzas físicas y fuerzas espirituales. Las primeras corresponden a la función corporal y pueden ser las "fuerzas ontogénicas", que buscan el placer evitando el sufrimiento, o bien las "fuerzas filogenéticas", compuestas por las fuerzas directas o sexuales y por las fuerzas indirectas o familiares.
En cuanto a las fuerzas espirituales, corresponden a la función psíquica y son caracterizadas como "sociogenéticas", que se ramifican a su vez en: a) morales, que persiguen lo seguro y lo bueno; b)estéticas, que persiguen lo bello, y c) intelectuales, que persiguen lo útil y verdadero.
La segunda característica de la sociología de Ward, es su orientación pragmática. "El objeto verdadero de la ciencia es el beneficio del hombre", afirma en el prólogo de su primer libro, llamado "Estudio de la Sociología". El beneficio del hombre se logra por medio del progreso, considerado como la fusión de culturas; el desarrollo de la capacidad dormida mediante la investigación y estímulos de esos genios y, el descubrimiento científico. Este utilitarismo de su sociología, que hereda a la actual sociología norteamericana, produce a su vez, otro postulado importante:
La sociología debe tender a cambiar la sociedad a través del estudio social acucioso. Para su país recomienda la creación de la Academia Nacional de la Ciencia Social con finalidad de asesorar al gobierno federal en su política. De esta forma podrán sustituir la casualidad, el azar, las perturbaciones, y las revoluciones, por la inteligencia y la previsión científica. Sólo así, afirma Ward, se transformará el rudo individualismo y la competencia cruel actual, por un sistema de vida cooperativo y humano, llamado sociocrácia.

## Crítica
La obra de Ward no encuentra eco en el mundo político, ni en el ambiente universitario. Pasa desapercibido por sus contemporáneos preocupados más por los grandes negocios, que en las grandes cabezas o en los grandes libros. Basta para comprender aquellas circunstancias, echar una mirada retrospectiva al febril crecimiento de un pueblo sin escrúpulos, bajo la cual nada se considera más digno de salvagardia que la iniciativa privada, sin interferencia alguna. Tal era a principios del siglo XX la sociedad norteamericana.
- La abreviatura «Ward» se emplea para indicar a Lester Frank Ward como autoridad en la descripción y clasificación científica de los vegetales.[1]